# アルデヒドデヒドロゲナーゼ
アルデヒドデヒドロゲナーゼ （アルデヒド脱水素酵素、Aldehyde dehydrogenase, ALDH; EC 1.2.1.3)はアルデヒドからカルボン酸への酸化反応を触媒する酵素群およびそれをコードする遺伝子群である。生物一般に存在し、基質である有害なアルデヒドを代謝することで多くの生理的機能を持つ。
現在までにヒトゲノム中には19個のALDH遺伝子が存在することが知られており、ヒトにおけるALDH遺伝子の欠損はアルコール（エタノール）の摂取によるフラッシング反応や、シェーグレン・ラルソン症候群などの先天性異常を引き起こすこと、様々な疾患のリスクを増減させることが知られている。

## 酵素活性
アルデヒドデヒドロゲナーゼとして触媒する化学反応は以下のとおりである。
{\displaystyle {\ce {R-CHO + NAD(P)+ + H2O -> R-COOH + NAD(P)H + H+}}}
この酵素反応は以下のアシル化と脱アシル化の2つのステップに分けられる。
アシル化
活性部位のシステインがアルデヒドのカルボニル炭素に求核攻撃し、チオヘミアセタール中間体を形成する。次いで、水素化物イオンがアルデヒドからNAD+またはNADP+のニコチンアミド環のC4原子に移動し、チオヘミアセタールがチオエステル中間体へ遷移する。
脱アシル化
活性化された水分子によりチオエステルが加水分解され、カルボン酸が生成される。

## 構造
ホモ四量体またはホモ二量体の構造をとる。

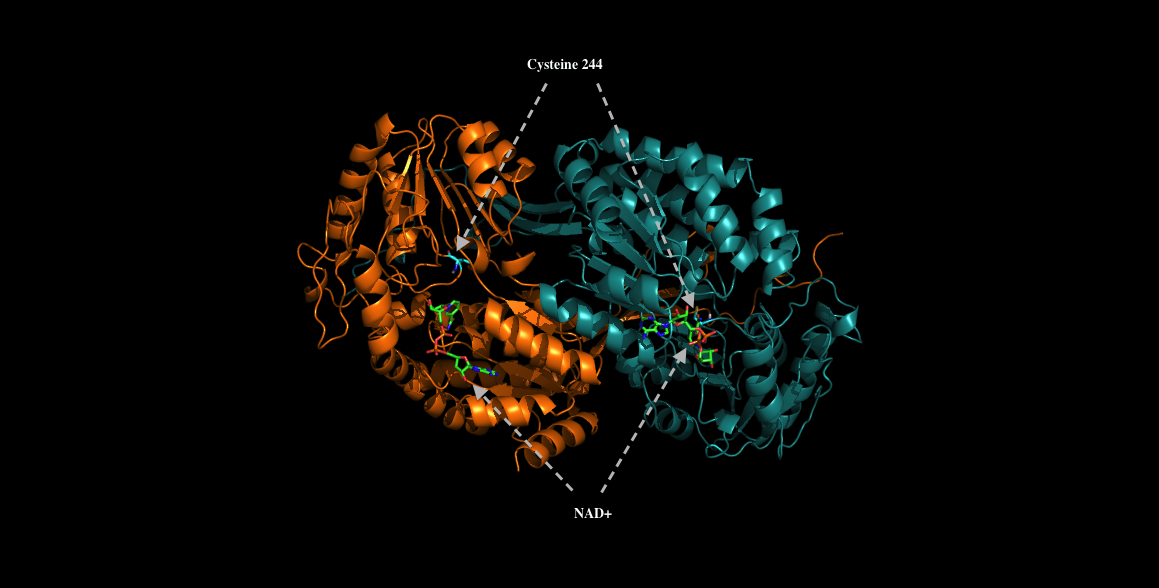
ヒトALDH3A1の活性部位

アルデヒドデヒドロゲナーゼ反応において、アルデヒドはALDHの表面から突出したチャネル部分から活性部位へ入り、補因子であるNAD(P)+と反応して酸化される。そのため、このチャネル部分の大きさや形が基質となる物質の選択に影響を与えていると考えられており、実際に脊椎動物のALDH1はレチナールを、ALDH2はアセトアルデヒドを主な基質とする。活性部位はロスマンフォールドを含んでおり、それを構成するシステインとグルタミン酸が補因子と直接結合している。

## 生理的機能
内因性のアルデヒドは主にアミノ酸や炭水化物、脂肪酸などの代謝によって生産される。外因性のアルデヒドは多くの薬や環境中の物質が生体内で変換され、アルデヒドとなる。アルデヒドは一般的に活性の高い物質であり、生体にとって有害となるため、ALDHは多くの場合有害なアルデヒドを酸化により効果的に無毒化する役割を担っている。

## その他の酵素活性および生理的機能
また、上述のNAD(P)+依存的なアルデヒド酸化反応だけでなく、ALDHファミリーに属する酵素はそれぞれ様々な機能を持つことがわかっている。酵素としてエステルの加水分解反応や、硝酸還元反応を触媒するものもある。さらに酵素としての働き以外にもアンドロゲンやアセトアミノフェンなどの内因性および外因性の化学物質と結合能を持つものが含まれている。さらに、NADPH、NADHの産生によって細胞内の酸化還元バランスの維持に寄与していることも知られている。

## 進化と分類
ALDHは細菌から菌類、植物、動物まで生物一般に広く保存されている。これまでに発見されているALDHはそのアミノ酸配列から24のファミリーに分類され、それぞれ属するファミリーに応じた名前がつけられている。
チンパンジーとオランウータンのゲノムには18種類のALDH遺伝子が含まれており、それぞれヒトの19種類のALDH遺伝子と対応しているが、それよりも遠いマカクとコモンマーモセットはそれぞれ20、16種類のALDHを持っている。ヒトのALDH遺伝子のオルソログはマウスやラットでも保存されているが、げっ歯類ではALDH1A1、ALDH3B2の相同遺伝子がそれぞれ遺伝子重複を起こしており、全部で21種類のALDH遺伝子が存在する。ウシやキンカチョウ、ニワトリ、ゼブラフィッシュのゲノムにおいてはヒトに存在するALDH遺伝子がそれぞれいくつか失われており、またいくつかは遺伝子重複が起こっている。

## ヒトにおけるALDH
ヒトゲノム中には19種類のALDH遺伝子が存在することが知られており、内因性および外因性のアルデヒドの解毒を含む様々な生物学的プロセスに関与している。アミノ酸配列に基づく系統樹解析によれば、11のファミリーと4つのサブファミリーに分類可能である。ALDH2はALDH1ファミリーに含まれる遺伝子であるが、例外的に遺伝子間の系統関係が判明する前からつけられていた名前である「ALDH2」と呼ばれている。
ヒトALDH遺伝子には多くの多型が存在し、先天性異常の原因となるものもある。ALDH2遺伝子の多型はアセトアルデヒドの代謝に影響を与え、アルコールの摂取によるフラッシング反応やアルコール依存症のリスクの減少などを招く。それ以外のALDHの多型も様々な遺伝子疾患などとの関連が報告されている。
また、ALDHの多くは様々ながんやがんの治療において重要な機能を持っていると考えられており、例えばALDH1A1はいくつかのオキサザホスホリン系の抗がん剤を阻害する活性を持ち、ALDH2遺伝子の欠損は胃がんや肺がんなどのリスクを上昇させる因子と考えられている。
ALDH1A1
ホモ四量体として機能し、ヒトの様々な組織の上皮細胞に存在する。高度に保存された細胞質局在性のALDHであり、ALDH1A2、ALDH1A3とともにレチナールをレチノイン酸に変換する反応を触媒する。ALDH1A1はオール-トランス-レチナールと9-シス-レチナールの両方に高い結合能を有している。ALDH1A1はエタノールの代謝におけるアセトアルデヒドの酸化に関与する主な酵素の1つであるとも考えられており、ALDH1A1の活性が低いいくつかの白人種におけるアルコール高感受の原因であると考えられている。ALDH1A1は酸化的ストレスに対する細胞防御においても重要な働きをしており、脂質過酸化反応由来のアルデヒドを高効率に酸化できる。
またヒトの角膜および水晶体上皮に存在する水溶性タンパク質の2%から3%を占めており、ALDH3A1とともに紫外線によって生じた活性酸素種の無毒化に重要であることが示唆されている。
ALDH1A2
ALDH1A1と同様にオール-トランス-レチナールと9-シス-レチナールをレチノイン酸に変換する反応を触媒しており、特に前者に対し強い結合能を持つ。この特異的な結合能は活性中心付近に存在する特有のループ構造によると考えられている。
ALDH1A1の多型は二分脊椎症と強い相関があることが知られているが、具体的な機能的重要性はわかっていない。ALDH1A2が存在する15番染色体の異常により引き起こされる先天性横隔膜ヘルニアとの関連も報告されており、先天性横隔膜ヘルニアを誘導する物質がALDH1A2の活性を阻害することが知られている。
ALDH1A3
ホモ二量体を形成し、ALDH1A1と同様にレチナールをレチノイン酸に変換する反応を触媒する。ALDH1A3遺伝子の発現は唾液腺、胃、肺、乳房、腎臓と胎児の鼻粘膜に見られる。ALDH1A3の機能欠損が乳がんや結腸がんなどの様々ながんにおいて重要であることを示す研究が数多く報告されている。またALDH1A2と同様に先天性横隔膜ヘルニアにも関わることが知られている。
ALDH1B1
ミトコンドリア局在性のホモ四量体タンパク質であり、大人や胎児の肝臓や心臓などの様々な組織に存在する。ALDH2と高い配列相同性を持つことから、ALDH2と同様に体内においてアセトアルデヒドの酸化に関与していると考えられている。
ALDH1L1
複数のドメインからなるホモ四量体を形成し、アミノ末端にホルミルトランスフェラーゼドメイン、カルボキシ末端にALDHドメインを持つ。細胞内ではミトコンドリアと細胞質の両方に局在する。ALDH1L1は補基質の選択性が他のALDHと異なり、NADP+をより選択する。ALDH1L1遺伝子は肺、腎臓で高発現している。
10-ホルミルテトラヒドロ葉酸 (10-FTHF) 脱水素酵素 (10-FTHFD)という名前でも知られており、10-FTHFからテトラヒドロ葉酸（THF）を合成する反応を触媒する。
ALDH1L1を培養したがん細胞で高発現させると、細胞増殖を抑えることが示されている。また、ALDH1L1遺伝子の一塩基多型は閉経後の乳がんのリスクを上昇させる。
肝臓におけるメタノールからギ酸への変換に重要な働きをしていることが知られており、他の動物に比べてヒトがメタノールの毒性に対して耐性が低いのは肝臓においてALDH1L1の活性が相対的に低いことが原因であると考えられている。
ALDH1L2
最も遅くに発見されたヒトALDHの1つであり、ALDH1L2と72%の配列相同性および同様のドメイン構造を持つ。
ALDH2

ミトコンドリア局在性のALDHでありホモ四量体として存在する。肝臓や腎臓、心臓などの器官において発現している。エタノール代謝におけるアセトアルデヒドの主要酸化酵素であり、その機能欠損を引き起こす多型はアセトアルデヒドの蓄積によるアルコール毒性を引き起こす。
アセトアルデヒドの酸化以外にも、脂肪酸過酸化由来のアルデヒドの酸化にも関与することや、硝酸還元酵素として機能することなども報告されている。
ALDH3A1
ホモ二量体で機能するALDHであり、角膜や胃などに蓄積する。最初に発見された角膜クリスタリンであり、角膜における水溶性タンパク質の最大50%を占める。ALDH1L1同様に紫外線によって誘導される活性酸素種の無毒化に重要であると考えられている。細胞中では細胞質だけでなく細胞核に局在することも知られており、アルデヒド量の調節を介して、DNA合成の抑制などを引き起こすことで細胞周期の調節に関与していると考えられている。ALDH3A1はオキシアザホスホリンの酸化によって様々ながんに対する薬剤の耐性に寄与することが知られているほか、非小細胞肺がんのマーカー遺伝子として活用できることなどが報告されている。
ALDH3A2
ミクロソーム局在性のホモ二量体ALDHで肝臓、腎臓や腸などの様々な組織に存在する。脂肪族アルデヒド脱水素酵素（FALDH）としても知られており、脂肪族アルコールから脂肪酸への酸化に寄与する。ALDH3A2遺伝子の欠損は常染色体性劣性遺伝性の神経皮膚疾患であるシェーグレン・ラルソン症候群を引き起こす。
主要なALDH3A2タンパク質の他にマイナーなスプライシングバリアント（fatty ALDH variant (FALDHv））が知られており、ペルオキシソームに局在する。
ALDH3B1
腎臓と肝臓で高度に蓄積しており、肺や脳でも発現が見られる。脂肪族アルデヒドの酸化に関わる。ALDH3B1遺伝子の多型は妄想型統合失調症との関連が報告されており、脳において様々なアルデヒドの無毒化に関わっていることが予想されている。
ALDH3B2
ゲノム上でALDH3B1遺伝子の隣に位置しており高い相同性を持つが、17番目のコドンが終止コドンになっていることから、偽遺伝子であると考えられている。しかし、ALDH3B2遺伝子の発現は唾液腺などの組織において観察されている。
ALDH4A1
ピロリン-5-カルボン酸（P5C）脱水素酵素としても知られている酵素であり、ミトコンドリア局在性のホモ二量体を形成し、肝臓や骨格筋などに高度に蓄積している。ALDH4A1はプロリンの分解に関与しており、NAD+依存的にP5Cをグルタミン酸に変換する反応を触媒する。ALDH4A1遺伝子の欠損は精神遅滞やP5Cの高レベルの蓄積を特徴とする常染色体性劣性遺伝疾患である高プロリン血症を引き起こす。
短鎖あるいは中鎖の脂肪族アルデヒドの酸化反応において主たる役割を担うことも知られている。コハク酸セミアルデヒドデヒドロゲナーゼ（SSADH）としても知られており、コハク酸セミアルデヒドをNAD+依存的にコハク酸に変換する反応を触媒する。
ALDH5A1
ミトコンドリア局在性のホモ四量体として存在し、肝臓や腎臓などに存在する。ALDH5A1遺伝子の欠損はγ-アミノ酪酸（GABA）の代謝に異常が生じ、常染色体劣性遺伝病である4-ヒドロキシ酪酸尿症を引き起こす。
ALDH6A1
ミトコンドリア局在性のホモ四量体として存在し、肝臓や腎臓などに存在する。メチルマロン酸セミアルデヒドデヒドロゲナーゼとしても知られており、ヒトにおいて唯一のCoA依存的ALDHである。マロン酸セミアルデヒドとメチルマロン酸セミアルデヒドをアセチルCoAとプロピオニルCoAに変換する反応を触媒する。
ALDH7A1
幅広い組織に存在し、胎児においては蝸牛、眼球、子宮などに高度に蓄積し、ホモ四量体として存在する。ALDH7A1はリジンの分解に機能しており、α-アミノアジピン酸セミアルデヒドをα-アミノアジピン酸に変換する反応を触媒する。ALDH7A1遺伝子の欠損はα-アミノアジピン酸セミアルデヒドの高蓄積を引き起こし、常染色体性劣性遺伝疾患であるピリドキシン依存性てんかんの原因となる。
ヒトALDH7A1はエンドウにおいて浸透圧ストレスによって誘導されるALDH7B1と高い相同性を持つ。ALDH7A1はストレスでは誘導されないが、蝸牛で発現していることから、浸透圧調節を介して聴力異常に関与していることが示唆されている。
ALDH8A1
細胞質局在性のALDHで、肝臓や腎臓に存在する。ALDH1ファミリーと同様にレチノイン酸の合成に関与することが考えられている。
ALDH9A1
ミトコンドリア局在性のホモ四量体として存在し、肝臓や腎臓などに存在する。GABAの合成に関与しており、γ-アミノブチルアルデヒドをGABAへ変換する反応を触媒するほか、3,4-ジヒドロキシフェニルアセトアルデヒド（DOPAL）やベタインアルデヒド、アセトアルデヒドなどの酸化にも関与すると考えられている。
ALDH16A1
最も遅くに発見されたヒトALDHの1つであり、ヒトの子宮から作られたcDNAライブラリーから単離された。骨髄や心臓などの様々な組織で発現が見られる。
ALDH18A1
Δ-ピロリン-5-カルボン酸シンターゼ（P5CS）としても知られており、アミノ末端のγ-グルタミルキナーゼドメインとγ-グルタミルリン酸レダクターゼドメインの2つのドメインからなる酵素である。膵臓や子宮などの内部ミトコンドリア膜に局在する。ALDH18A1はATPとNADPH依存的に、グルタミン酸をΔ-ピロリン-5-カルボン酸に変換する反応を触媒する。この反応は生体におけるプロリンとアルギニンの合成に非常に重要であり、ALDH18A1遺伝子の欠損は様々な代謝・神経異常を引き起こす。

## 植物におけるALDH
ALDHの24種類のファミリーのうち、植物においては14種類のファミリーに属するALDHが見いだされており、そのうち7種類のファミリー（ALDH11, 12, 19, 21, 22, 23, 24）は植物に特異的に存在する。植物のALDHも様々な代謝経路に関わり、また分子的な解毒作用に重要な役割を担っていること、また様々な非生物学的ストレス耐性の獲得に寄与していることが示唆されている。
トウモロコシの細胞質雄性不稔は様々なミトコンドリア遺伝子が関与していることが知られているが、その中で最初に同定されたRF2A遺伝子はALDH2ファミリーに属するALDHをコードしており、ALDH2B2とも呼ばれる。

## 細菌におけるALDH
細菌においてもALDHは有毒なアルデヒドの無毒化に寄与していることが推定されているが、その総体は体系的には調べられていない。少なくとも環境や化学物質によるストレスに応答してALDHの発現量が上昇することは知られており、例えば大腸菌では過酸化水素水に応答してALDHの量が増加し、さらに大腸菌のALDHの主な生成物であるグリコール酸やγ-アミノ酪酸、コハク酸の量が増加することが報告されている。
緑膿菌のALDH（PaBADH）はベタインアルデヒドデヒドロゲナーゼとしてベタインアルデヒドからグリシンベタインを生成することで浸透圧ストレスを軽減するだけでなく、NADPHを産生することによって体内の酸化ストレスのコントロールに寄与している。